# اندرسون، شهرستان کاس، ایلینوی
اندرسون، بخش کاس، ایلینواز (به انگلیسی: Anderson, Cass County, Illinois) یک منطقهٔ مسکونی در ایالات متحده آمریکا است که در ایلی‌نوی واقع شده‌است.

## خصوصیات
اندرسون ۱۸۷٫۱۵ متر بالاتر از سطح دریا واقع شده‌است.